# Liste der Bürgermeister von Zagreb
Diese Liste gibt einen Überblick über die Bürgermeister der Stadt kroatischen Hauptstadt Zagreb, die einst auch unter dem Namen Agram bekannt war.
Die Liste umfasst sämtliche Bürgermeister bzw. die einem Bürgermeister gleichgestellten Präsidenten der Stadtversammlung von Zagreb. Die jeweilige Amtsperiode dauert vier Jahre; es besteht keine Limitierung der Anzahl der Amtszeiten. Seit 2009 werden direkte Bürgermeisterwahlen abgehalten; davor stimmte die Zagreber Stadtversammlung über den Bürgermeister ab.
Der erste Bürgermeister war Janko Kamauf (1801–1874), der zudem der letzte Stadtrichter vom damals noch eigenständigen Gradec war, und von der von Ban Joseph Jelačić von Bužim initiierten Zusammenlegung von Gradec und Kaptol, sowie der Eingemeindung einiger kleinerer Gemeinden im Jahre 1851 bis zum Jahre 1857 das Bürgermeisteramt von Zagreb ausübte.
Amtierende Bürgermeisterin ist seit dem Tod des langjährigen Stadtoberhaupts Milan Bandić am 28. Februar 2021 während seiner insgesamt sechsten Amtszeit dessen bisherige Stellvertreterin Jelena Pavičić Vukičević, die die Amtsgeschäfte bis zu den Lokalwahlen führen wird.
Der am längsten amtierende Zagreber Bürgermeister war Milan Bandić; der am zweitlängsten amtierende Adolf Mošinsky, der 1892 bis 1904 das Amt innehatte, gefolgt von Većeslav Holjevac, der von 1952 bis 1963 Bürgermeister war.
| Nummerierung | Foto                      | Name                                  | Amtszeit  | Partei |
| ------------ | ------------------------- | ------------------------------------- | --------- | --- |
| 1.           | Janko Kamauf              | Janko Kamauf                          | 1851–1857 | 0 |
| 2.           |                           | Josip F. Haerdtl                      | 1857      | 0 |
| 3.           | vetozar Kušević           | Svetozar Kušević                      | 1858      | Volkspartei (Narodna stranka) |
| 4.           |                           | Johan Lichtenegger                    | 1858–1861 | 0 |
| 5.           | Vjekoslav Frigan          | Vjekoslav Frigan                      | 1861–1868 | Unionistische Partei (Unionistička stranka) |
| 6.           |                           | Makso Mihalić                         | 1868–1869 | 0 |
| 7.           |                           | Dragutin Cekuš                        | 1869–1872 | 0 |
| 8.           | Pavao Hatz                | Pavao Hatz                            | 1872–1873 | 0 |
| 9.           |                           | Stjepan Vrabčević                     | 1873      | 0 |
| 10.          | Ivan Vončina              | Ivan Vončina                          | 1873–1876 | Volkspartei (Narodna stranka) |
| 11.          | Stanko Andrijević         | Stanko Andrijević                     | 1876–1879 | Volkspartei (Narodna stranka) |
| 12.          | Matija Mrazović           | Matija Mrazović                       | 1879–1881 | unabhängige Volkspartei (Neodvisna narodna stranka) |
| 13.          |                           | Josip Hoffman                         | 1881–1885 | unabhängige Volkspartei (Neodvisna narodna stranka) |
| 14.          | Nikola Badovinac          | Nikola Badovinac                      | 1885–1887 | unabhängige Volkspartei (Neodvisna narodna stranka) |
| 15.          |                           | Ignjat Sieber                         | 1887–1890 | 0 |
| 16.          | Milan Amruš               | Milan Amruš                           | 1890–1892 | unabhängige Volkspartei (Neodvisna narodna stranka) |
| 17.          | Adolf Mošinsky            | Adolf Mošinsky                        | 1892–1904 | 0 |
| 18.          | Milan Amruš               | Milan Amruš                           | 1904–1910 | unabhängige Volkspartei (Neodvisna narodna stranka) |
| 19.          |                           | Janko Holjac                          | 1910–1917 | Kroatisch-Serbische Koalition (Hrvatsko-srpska koalicija) |
| 20.          | Stjepan Srkulj            | Stjepan Srkulj                        | 1917–1919 | Kroatische Union (Hrvatska zajednica) |
| 21.          | Svetozar Delić            | Svetozar Delić                        | 1920      | Sozialistische Arbeiterpartei Jugoslawiens (Socijalistička radnička partija Jugoslavije; Kommunisten) |
| 22.          |                           | Dragutin Tončić                       | 1920      | 0 |
| 23.          | Vjekoslav Heinzel         | Vjekoslav Heinzel                     | 1920–1928 | bei der Wahl 1920: Kroatische Union bei den Wahlen 1921 und 1927: Kroatischer Block (Hrvatski blok) |
| 24.          | Stjepan Srkulj            | Stjepan Srkulj                        | 1928–1932 | Kroatischer Block (Hrvatski blok) |
| 25.          | Ivo Krbek                 | Ivo Krbek                             | 1932–1934 | Parteiloser |
| 26.          |                           | Rudolf Erber                          | 1934–1936 | Parteiloser |
| –            |                           | Teodor Kaufmann (kommissarisch)       | 1936–1937 | Parteiloser |
| 27.          |                           | Teodor Peičić                         | 1937–1939 | Parteiloser |
| 28.          |                           | Mate Starčević                        | 1939–1941 | Kroatische Bauernpartei (Hrvatska seljačka stranka) |
| 29.          | Jozo Dumandžić            | Jozo Dumandžić                        | 1941      | Ustascha (Ustaša – Hrvatska revolucionarna organizacija) |
| 30.          | Ivan Werner               | Ivan Werner                           | 1941–1944 | Ustascha (Ustaša – Hrvatska revolucionarna organizacija) |
| 31.          |                           | Eugen Starešinić                      | 1944–1945 | Ustascha (Ustaša – Hrvatska revolucionarna organizacija) |
| 32.          | Dragutin Saili            | Dragutin Saili                        | 1945–1949 | Kommunistische Partei Kroatiens |
| 33.          | Mika Špiljak              | Mika Špiljak                          | 1949–1950 | Kommunistische Partei Kroatiens |
| 34.          |                           | Milivoj Rukavina                      | 1950–1951 | Kommunistische Partei Kroatiens |
| 35.          |                           | Mirko Pavleković                      | 1951–1952 | Kommunistische Partei Kroatiens |
| 36.          | Većeslav Holjeva          | Većeslav Holjevac                     | 1952–1963 | Bund der Kommunisten Kroatiens (Savez komunista Hrvatske) |
| 37.          |                           | Pero Pirker                           | 1963–1967 | Bund der Kommunisten Kroatiens (Savez komunista Hrvatske) |
| 38.          |                           | Ratko Karlović                        | 1967      | Bund der Kommunisten Kroatiens (Savez komunista Hrvatske) |
| 39.          |                           | Josip Kolar                           | 1967–1972 | Bund der Kommunisten Kroatiens (Savez komunista Hrvatske) |
| 40.          |                           | Ivo Vrhovec                           | 1972–1978 | Bund der Kommunisten Kroatiens (Savez komunista Hrvatske) |
| 41.          |                           | Ivo Latin                             | 1978–1982 | Bund der Kommunisten Kroatiens (Savez komunista Hrvatske) |
| 42.          |                           | Mato Mikić                            | 1982–1983 | Bund der Kommunisten Kroatiens (Savez komunista Hrvatske) |
| 43.          |                           | Aleksandar Varga                      | 1983–1984 | Bund der Kommunisten Kroatiens (Savez komunista Hrvatske) |
| 44.          |                           | Zorislav Šonje                        | 1984–1985 | Bund der Kommunisten Kroatiens (Savez komunista Hrvatske) |
| 45.          |                           | Tito Kosty                            | 1985–1986 | Bund der Kommunisten Kroatiens (Savez komunista Hrvatske) |
| 46.          |                           | Mato Mikić                            | 1986–1990 | Bund der Kommunisten Kroatiens (Savez komunista Hrvatske) |
| 47.          |                           | Boris Buzančić                        | 1990–1993 | Kroatische Demokratische Union (Hrvatska demokratska zajednica) |
| 48.          |                           | Branko Mikša                          | 1993–1996 | Kroatische Demokratische Union (Hrvatska demokratska zajednica) |
| 49.          | Marina Matulović-Dropulić | Marina Matulović-Dropulić             | 1996      | Kroatische Demokratische Union (Hrvatska demokratska zajednica) |
| –            |                           | Stjepan Brolich (Regierungskommissar) | 1996–1997 | Kroatische Demokratische Union (Hrvatska demokratska zajednica) |
| (49.)        | Marina Matulović-Dropulić | Marina Matulović-Dropulić             | 1997–2000 | Kroatische Demokratische Union (Hrvatska demokratska zajednica) |
| –            |                           | Josip Kregar (Regierungskommissar)    | 2000      | Parteiloser |
| 50.          | Milan Bandić              | Milan Bandić                          | 2000–2002 | Sozialdemokratische Partei Kroatiens (Socijaldemokratska partija Hrvatske) |
| 51.          |                           | Vlasta Pavić                          | 2002–2005 | Sozialdemokratische Partei Kroatiens (Socijaldemokratska partija Hrvatske) |
| 52.          | Milan Bandić              | Milan Bandić                          | 2005–2021 | bei den Wahlen 2005 und 2009: Sozialdemokratische Partei Kroatiens (Socijaldemokratska partija Hrvatske) bei der Wahl 2013: Parteiloser bei der Wahl 2017: Bandić Milan 365 – Partei der Arbeit und der Solidarität (Bandić Milan 365 – Stranka rada i solidarnosti) |
| 53.          |                           | Jelena Pavičić Vukičević              | seit 2021 | Bandić Milan 365 – Partei der Arbeit und der Solidarität (Bandić Milan 365 – Stranka rada i solidarnosti) |